# Rosetta LeNoire
Rosetta LeNoire, nata Rosetta Olive Burton (New York, 8 agosto 1911 – Teaneck, 17 marzo 2002), è stata un'attrice statunitense.

## Filmografia parziale

### Cinema
- Anna Lucasta la ragazza che scotta (Anna Lucasta), regia di Arnold Laven (1958)
- Fritz il gatto (Fritz the Cat), regia di Ralph Bakshi (1972) - voce
- I ragazzi irresistibili (The Sunshine Boys), regia di Herbert Ross (1975)
- Daniel, regia di Sidney Lumet (1983)
- Mosca a New York (Moscow on the Hudson), regia di Paul Mazursky (1984)
- Fratello di un altro pianeta (The Brother from Another Planet), regia di John Sayles (1984)
- Chi più spende... più guadagna! (Brewster's Millions), regia di Walter Hill (1985)

### Televisione
- Studio One - 3 episodi (1957)
- I Ryan (Ryan's Hope) - 6 episodi (1977)
- La piccola grande Nell (Gimme a Break!) - 16 episodi (1985-1987)
- Amen - 8 episodi (1987-1989)
- 8 sotto un tetto (Family Matters) - 158 episodi (1989-1997)

## Doppiatrici italiane
- Mirella Pace in 8 sotto un tetto